# John Quincy Adams Ward
John Quincy Adams Ward (29 de junio de 1830 – 1 de mayo de 1910) fue un escultor estadounidense cuyo trabajo más conocido en la estatua de George Washington que se alza en la escalinata del Federal Hall en Nueva York.

## Primeros años
Ward fue el cuarto de los ocho hijos de la pareja formada por John Anderson Ward y Eleanor Macbeth en Urbana, Ohio, una ciudad fundada por su abuelo paterno el coronel William Ward. Uno de sus hermanos menores fue el artista Edgar Melville Ward. La familia vivió en la granja de William Ward de más de 240 hectáreas luego de la muerte de este. Al crecer, le gustaba pasar el tiempo esculpiendo figuras de personas y animales en arcilla. El interés de Ward en las formas tridimensionales fue alentado por un vecino y alfarero local, Miles Chatfield. A la edad de 11, Chatfield permitió a Ward manejar su estudio y le enseñó cómo hacer pocillos y decorarlos con bajos relieves. Ward pasó varios años trabajando en la granja de su familia y tras asistir a una exhibición de escultura en Cincinnati en 1847, se desanimó de seguir una carrera artística. Su familia le propuso que estudiara medicina, pero tuvo que abandonar sus estudios después de que contrajera la malaria.
Ward vivió luego con su hermana mayor Eliza y su esposo Jonathan Wheelock Thomas en Brooklyn, donde se entrenó por siete años (1849 a 1856) bajo la tutela del escultor Henry Kirke Brown, quien escribió "J.Q.A. Ward, asst." en su monumento ecuestre de George Washington en Union Square.  Ward fue a Washington en 1857, donde se hizo un nombre haciendo bustos de hombres públicos. En 1861, trabajo para la Ames Manufacturing Company de Chicopee, Massachusetts, proveyendo modelos para objetos decorativos incluyendo empuñaduras de espadas de bronce dorado para el Ejército de la Unión. Ames era una de las mayores fundiciones de latón, bronce y hierro en los Estados Unidos.
Ward estableció un estudio en Nueva York en 1861 y fue elegido para la Academia Nacional de Dibujo de Estados Unidos el año siguiente. Fue presidente de esta academia hasta 1874. En 1882, tuvo una nueva casa y estudio en la calle 52 de Nueva York que fue diseñada para él por su amigo Richard Morris Hunt, quien colaboraría con él en varios proyectos en los siguientes años.
Ward se dedicó a desarrollar una escuela estadounidense de escultura a través de sus organizaciones y enseñanzas. Ocasionalmente tomó estudiantes y asistentes, siendo el más notable Daniel Chester French, Jules Desbois, Francois J. Rey, y Charles Albert López. En 1888-1889, Ward, junto con su asistente de estudio Francois J. Rey y un hombre llamado W. Hunt, dieron una clase de escultura en el Museo Metropolitano de Arte. Cuatro años después, fue invitado por la Universidad de Harvard para dar una serie de conferencias.
Ward se casó tres veces. Se casó con su primera esposa, Anna Bannan, el 10 de febrero de 1858. Luego de su muerte, se casó con Julia Devens Valentine el 19 de junio de 1877. Julia murió dando a luz el 31 de enero de 1879.

## Carrera
Los encargos de esculturas en el siglo XIX estadounidense eran principalmente de bustos retrato y monumentos, en los que Ward era preeminente en su generación. Los escultores también vendían reducciones de bronce para sus trabajos públicos. Ward utilizó las técnicas de duplicación galvanoplásticas, varias de las reducciones de Ward se mantienen hasta la fecha.
Su estatua de bronce de El Peregrino, una representación estilizada de 2.7 metros de uno de los peregrinos, inmigrantes británicos en el Nuevo Mundo liderados por William Bradford quienes salieron desde Plymouth, Inglaterra, en el barco Mayflower en septiembre de 1620, que se encuentra en Pilgrim Hill en Central Park en Nueva York. La estatua mira hacia el oeste en la cima de una pequeña loma en un pedestal rústico de granito que fue creado por el arquitecto Richard Morris Hunt, supervisando el East Drive en la calle 72 este. La estatua fue donada a la ciudad de Nueva York en 1885 por la New England Society of New York.
En 1902, con la colaboración de Paul Wayland Bartlett, hizo el modelo para las esculturas de mármol del frontón de la New York Stock Exchange. El frontón fue esculpido por los hermanos Piccirilli.
Ward participó en varias organizaciones y asociaciones a lo largo de su prolongada carrera. Fue fundador y presidente de la National Sculpture Society (1893–1905), presidente de la National Academy of Design (1874), y miembro de la Fine Arts Federation, la Architectural League, el National Institute of Arts and Letters, la American Academy of Arts and Letters, la American Institute of Architects, la National Arts Club, y la Century Association. Fue parte del Comité Consultivo de Bellas Artes de la Ciudad de Nueva York en la Exposición Mundial de 1893 y en el Comité Consultivo de Escultores en la Exposición de la Compra de Luisiana en 1904. Fue uno de los miembros originales de la Junta de Fideicomisarios del Museo Metropolitano de Arte y ejerció el cargo en su Comité Ejecutivo hasta 1901, así como uno de los primeros fideicomisarios en 1897 para la Academia Americana en Roma.
Murió en su casa en Nueva York en 1910. Una copia de su Cazador indio se levanta en su tumba en Urbana, y su casa en Urbana esta listada en el Registro Nacional de Lugares Históricos.  Sus bocetos se conservan en el Albany Institute of History & Art. Su trabajo fue parte del evento de escultura en las competencias de arte en los Juegos Olímpicos de Ámsterdam 1928.